# Joseph-Antoine Bell
Joseph-Antoine Bell (* 8. Oktober 1954 in Mouandé, Ngambe) ist ein ehemaliger kamerunischer Fußballtorhüter. Er galt während seiner Karriere als einer der besten Torhüter Afrikas und wurde 1998 zu Afrikas Torhüter des Jahrhunderts gewählt.

## Vereinskarriere
Seine Karriere begann Bell 1975 bei Union Douala, mit welchem er 1976 und 1978 kamerunischer Meister wurde. 1979 gelang ihm mit diesem Klub der Gewinn der CAF Champions League. Von 1981 bis 1983 ging Bell zu Africa Sports National. Danach wechselte er nach Ägypten zu Arab Contractors.
1985 verpflichtete ihn der französische Spitzenverein Olympique Marseille. In der Saison 1988/89 stand er bei Sporting Toulon im Tor und ging 1989 zu Girondins Bordeaux. AS Saint-Étienne war der letzte Verein, für den er spielte und zu dem er 1991 wechselte. Hier beendete er 1994 seine Karriere. In Frankreichs höchster Spielklasse brachte er es in diesen neun Jahren auf insgesamt 314 Einsätze. Einen nationalen Titel gewann er nicht, aber er wurde zweimal Vizemeister (1987 mit Marseille und 1990 mit Bordeaux) und stand auch in zwei Pokalendspielen (1986 und 1987), die er jedoch beide mit Marseille – und jeweils gegen Bordeaux – verlor.

## Nationalmannschaft
Für die kamerunische Nationalmannschaft stand er 52 Mal im Tor und nahm dreimal (1982, 1990, 1994) an einer Fußball-Weltmeisterschaft teil. 1984 und 1988 wurde er mit Kamerun jeweils Afrikameister, 1992 stand er bei diesem Wettbewerb im Halbfinale, in dem er erst gegen Elfenbeinküste im Elfmeterschießen bezwungen werden konnte.

## Sonstiges
Bell wurde bei Radio France Internationale und beim Fernsehsender Africa 24 als Fußballexperte tätig.